# Rhynchostegium strongylense
Rhynchostegium strongylense är en bladmossart som beskrevs av William Russell Buck och Privitera 1999. Rhynchostegium strongylense ingår i släktet näbbmossor, och familjen Brachytheciaceae. Inga underarter finns listade i Catalogue of Life.